# Mai 2007 en sport
Cette page concerne l'actualité sportive du mois de mai 2007.

## Mardi1ermai
- Football : , demi-finale retour de la Ligue des champions de l'UEFA 2006-2007 :
  -  Liverpool FC 1 - 0 Chelsea  (4-1 aux t.a.b.)

## Mercredi2 mai
- Football : demi-finale retour de la Ligue des champions 2006-2007 :
  -  Milan AC 3 - 0 Manchester United .
- Basket-ball, Playoffs NBA 2007 : victoire des Suns de Phoenix sur les Lakers de Los Angeles par 4 victoires à 1. Les Spurs de San Antonio éliminent eux les Nuggets de Denver sur le même score. Ces deux équipes seront opposées au tour suivant.

## Jeudi3 mai
- Basket-ball , Playoffs NBA : les Warriors de Golden State réalisent la grosse surprise de ces playoffs en éliminant le numéro un de la saison régulière, les Mavericks de Dallas par 4 victoires à 2.
- Football, demi-finale retour de la Coupe UEFA 2006-2007 :
  -  Werder Brême 1 - 2 Espanyol Barcelone ;
  -  FC Séville 2  - 0 Osasuna Pampelune .
- Hockey sur glace
  - LNH : qualification pour les finales de conférence des Ducks d'Anaheim qui écartent les Canucks de Vancouver en cinq matchs.

## Vendredi4 mai
- Basket-ball :
  - Euroligue, Finale Four, demi-finales :
    -  Panathinaïkos  67 - 55 Tau Vitoria ;
    -  CSKA Moscou 62 - 50 Unicaja Málaga .

  - Playoffs NBA 2007 : les New Jersey Nets remportent la série par 4 victoires à deux face aux Toronto Raptors. Le dernier match se termine sur le score de 98 à 97.

## Samedi5 mai
- Basket-ball, Playoffs NBA 2007 : victoire du Jazz de l'Utah dans le match décisif face aux Rockets de Houston sur le score de 103 à 99. Ils affrontent les Warriors de Golden State en demi-finale de conférence.

## Dimanche6 mai
- Basket-ball, Euroligue, Final Four :
  - Devant leur public surchauffé, les Grecs du Panathinaïkos ont remporté leur quatrième titre en onze ans après 1996, 2000 et 2002. Ils battent le CSKA Moscou par 93-91;
  - Pour la troisième place, victoire de l'Unicaja Málaga 76-74 sur le Tau Vitoria.
- Football, Championnat d'Angleterre : Manchester United remporte son seizième titre, Chelsea n'obtenant que le nul 1 à 1 sur le terrain d'Arsenal.
- Moto, Grand Prix de Chine des  championnats du monde de vitesse : victoire de l'australien Casey Stoner en MotoGP sur Ducati devant Valentino Rossi. En 250 cm³, victoire de l'espagnol Jorge Lorenzo et du tchèque Lukáš Pešek en 125 cm³.
- Rallye : victoire de Sébastien Loeb au Rallye d'Argentine.

## Lundi7 mai
- Hockey sur glace :
  - Ligue nationale de hockey : les finales d'associations sont connues. Elles opposeront les Sabres de Buffalo aux Sénateurs d'Ottawa à l'Est et les Red Wings de Détroit aux Ducks d'Anaheim à l'Ouest.
  - Championnat du monde : le groupe de relégation est terminé, l'Autriche et l'Ukraine joueront en 2008 en division I. Dans le même temps, le tableau final est connu et sans surprise :
    -  Russie -  République tchèque;
    -  États-Unis -  Finlande;
    -  Canada -  Suisse;
    -  Suède -  Slovaquie.

## Mercredi9 mai
- Hockey sur glace, Championnat du monde :
  -  Russie 4 - 0 République tchèque;
  -  Suède 7 - 4  Slovaquie.
- Voile, Coupe Louis-Vuitton : à l'issue du deuxième round-robin, les quatre syndicats qualifiés pour les demi-finales sont dans l'ordre: Emirates Team New Zealand, BMW Oracle Racing, Luna Rossa Challenge, Desafío Español 2007. les néo-zélandais ont décidé d'affronter le défi espagnol en demi-finale.

## Jeudi10 mai
- Hockey sur glace , Championnat du monde :
  -  États-Unis 4 - 5  Finlande (victoire aux tirs de fusillade);
  -  Canada 5 - 1  Suisse.

## Samedi12 mai
- Cyclisme, première étape du Tour d'Italie :
  - Classement de l'étape : Liquigas  Italie, Astana  Kazakhstan, Team CSC  Danemark;
  - Classement général : Enrico Gasparotto  Italie, Danilo Di Luca  Italie, Vincenzo Nibali  Italie.
- Football, finale de la Coupe de France au Stade de France :
  - FC Sochaux-Montbéliard 2 - 2 5 Tirs au but à 4 Olympique de Marseille.
- Hockey sur glace,  demi-finales du Championnat du monde :
  -  Russie 1 - 2 (ap)   Finlande;
  -  Suède  1- 4  Canada.
- Rugby à XV, finale du Championnat d'Angleterre 2006-2007 à Twickenham :
  - Gloucester RFC 12 - 44 Leicester Tigers.

## Dimanche13 mai
- Cyclisme, deuxième étape du Tour d'Italie :
  - Classement de l'étape : Robbie McEwen (Predictor-Lotto)  Australie, Paolo Bettini (Quick Step-Innergetic)  Italie, Alessandro Petacchi (Team Milram)  Italie;
  - Classement général : Danilo Di Luca (Liquigas)  Italie, Enrico Gasparotto (Liquigas)  Italie, Vincenzo Nibali (Liquigas)  Italie.

- Automobile, Grand Prix d'Espagne de formule 1 : le brésilien Felipe Massa remporte son deuxième grand prix de la saison sur Ferrari. Il devance Lewis Hamilton sur McLaren qui prend la tête du championnat.

- Cyclisme,  Quatre Jours de Dunkerque : victoire finale du français Matthieu Ladagnous de la Française des jeux.

- Football, Championnat de Belgique : le RSC Anderlecht remporte son 29e titre de champion.

- Golf , The Players Championship : l'américain Phil Mickelson remporte le tournoi avec un score final de -11 sous le par. Il devance l'espagnol Sergio García de deux coups et une doublette composée de Stewart Cink et Jose Maria Olazabal.

- Handball, finale aller de la Ligue des champions féminine :
  -  HC "Lada Togliatti" 29 - 29 Slagelse DT .

- Hockey sur glace,  Finales du championnat du monde :
  - finale :  Finlande 2 - 4  Canada;
  - match pour la troisième place :  Russie 3 - 1   Suède.

- Tennis, Masters de Rome : l'espagnol Rafael Nadal poursuit sa domination sur la terre battue en remportant sa 77e victoire consécutive. C'est sa troisième victoire consécutive à Rome, exploit qui n'avait encore jamais été réalisé.

## Lundi14 mai
- Cyclisme, troisième étape du Tour d'Italie :
  - Classement de l'étape : Alessandro Petacchi (Team Milram)  Italie, Robert Förster (Team Milram)  Allemagne, Maximiliano Richeze (Panaria-Navigare)  Argentine,
  - Classement général : Enrico Gasparotto (Liquigas)  Italie, Danilo Di Luca (Liquigas)  Italie, Andrea Noè (Liquigas)  Italie.

- Voile, début des demi-finales de la Coupe Louis-Vuitton : Emirates Team New Zealand remporte la première régate face à Desafío Español 2007.  Dans la deuxième demi-finale, victoire de Luna Rossa Challenge sur  BMW Oracle Racing. Les demi-finales se déroulent au meilleur des 9 manches.

## Mardi15 mai
- Basket-ball
  - NBA : l'allemand Dirk Nowitzki a été élu MVP (Most Valuable Player) de la saison régulière de NBA. C'est le premier européen à recevoir cette distinction. Il devance Steve Nash, Kobe Bryant, Tim Duncan et LeBron James.
  - Playoffs NBA 2007 : grâce à leur victoire par 100 à 87 sur les Golden State Warriors, le Jazz de l'Utah est qualifié pour la finale de la Conference Ouest. Il remporte la série par 4 à 1.
- Voile, demi-finales de la Coupe Louis-Vuitton : deuxième victoire de Emirates Team New Zealand face à Desafío Español 2007.  Dans la deuxième demi-finale, BMW Oracle Racing prend sa revanche sur Luna Rossa Challenge et revient à 1 regate partout.

## Mercredi16 mai
- Cyclisme, quatrième étape du Tour d'Italie :
  - Classement de l'étape : Danilo Di Luca (Liquigas)  Italie, Riccardo Riccò (Saunier Duval-Prodir)  Italie, Damiano Cunego (Lampre-Fondital)  Italie,
  - Classement général : Danilo Di Luca (Liquigas)  Italie, Franco Pellizotti (Liquigas)  Italie, Andrea Noè (Liquigas)  Italie.

- Football, Finale de la Coupe UEFA 2006-2007 au Hampden Park de Glasgow :
  -  Espanyol Barcelone 2 - 2,  3 Tirs au but à 1 FC Séville .
  - Victoire du FC Séville, qui conserve son titre, et par la même occasion devient le second club de l'histoire du football à remporter deux fois de suite la Coupe de l'UEFA après le Real Madrid en 1985 et 1986.

- Voile, demi-finales de la Coupe Louis-Vuitton : Desafío Español 2007 remporte sa première régate face à  Emirates Team New Zealand et revient à 1 à 2.  Dans la deuxième demi-finale, les italiens de Luna Rossa Challenge reprennent l'avantage sur BMW Oracle Racing en remportant la troisième manche.

## Jeudi17 mai
- Basket-ball, Playoffs NBA 2007 : les Detroit Pistons accèdent à la finale de Conférence Est en triomphant des Chicago Bulls par 4 victoires à 2. Le dernier match de la série est remporté à Chicago sur le score de 95 à 85.

- Cyclisme, cinquième étape du Tour d'Italie  :
  - Classement de l'étape : Robert Förster (Gerolsteiner)  Allemagne, Thor Hushovd (Crédit agricole)  Norvège, Alessandro Petacchi (Team Milram)  Italie.
  - Classement général : Danilo Di Luca (Liquigas)  Italie, Franco Pellizotti (Liquigas)  Italie, Andrea Noè (Liquigas)  Italie.

- Football, finale retour de la Coupe d'Italie au Stade San Siro de Milan :
  - AS Rome 1 - 2 (7 - 4 au total)  Inter Milan.
  - Victoire de  l'AS Roma, qui ravit le titre à l'Inter Milan. C'est la troisième saison consécutive que l'AS Roma et l'Inter Milan se rencontrait en finale de la Coupe d'Italie, avec comme issue deux victoires pour l'Inter Milan et une seule pour l'AS Roma.

## Vendredi18 mai
- Basket-ball : 
  - Playoffs NBA 2007 : les San Antonio Spurs remportent la sixième rencontre par 114 à 106 face aux Phoenix Suns et se qualifent pour la finale de Conférence Ouest.
  - Dans la conférence Est, les Cleveland Cavaliers, grâce à leur victoire face aux New Jersey Nets sur le score de 88 à 72 rejoignent les Detroit Pistons.

- Cyclisme, sixième étape du Tour d'Italie 2007 :
  - Classement de l'étape : Luis Felipe Laverde (Ceramica Panaria)  Colombie, Marco Pinotti (T-Mobile)  Italie, Christophe Kern (Crédit agricole) France.
  - Classement général : Marco Pinotti (T-Mobile)  Italie, Hubert Schwab (Quick Step-Innergetic)  Suisse, Danilo Di Luca (Liquigas)  Italie.

- Ministres français de la Jeunesse et des Sports : la passation de pouvoirs, à la tête du Ministère des Sports du gouvernement français, entre Jean-François Lamour et Roselyne Bachelot-Narquin, a lieu ce vendredi 18 mai, dès la fin de matinée. Comme le laissaient entendre de nombreux médias, dont L'Équipe, depuis quelques jours, Mme Bachelot, 60 ans, proche du Premier ministre François Fillon, revient au gouvernement à la tête d'un vaste ministère regroupant Santé et Sport.

- Voile, demi-finales de la Coupe Louis-Vuitton :  Emirates Team New Zealand creuse l'écart au classement en disposant pour la troisième fois de Desafío Español 2007. Dans la deuxième demi-finale, Luna Rossa Challenge fait de même face aux américains de BMW Oracle Racing. Les deux équipes mènent ainsi par trois régates à une.

## Samedi19 mai
- Cyclisme, septième étape du Tour d'Italie 2007 :
  - Classement de l'étape : Alessandro Petacchi (Team Milram)  Italie, Thor Hushovd (Crédit agricole)  Norvège, Paolo Bettini (Quick Step-Innergetic)  Italie.
  - Classement général : Marco Pinotti (T-Mobile)  Italie, Hubert Schwab (Quick Step-Innergetic)  Suisse, Danilo Di Luca (Liquigas)  Italie.

- Football :
  - finale de la Coupe d'Angleterre à Wembley : 
    -  Chelsea 1 - 0 Manchester United .
    - Victoire de Chelsea en prolongations, grâce à un but de Didier Drogba, l'international Ivoirien.

  - Championnat d'Allemagne : le VfB Stuttgart remporte son cinquième titre de champion.

- Hockey sur glace, ligue nationale nord-américaine : les Sénateurs d'Ottawa  remportent la Conférence Est en remportant la série par 4 victoires à 1 face aux Sabres de Buffalo.

- Rugby à XV :
  - Finale du Challenge européen à Londres : 
    - Bath Rugby 16 - 22 ASM Clermont

  - Finale du Super 14 :
    - Bulls 20-19 Sharks
    - C'est la première finale opposant deux franchises d'Afrique du Sud et les Bulls deviennent la première franchise d'Afrique du Sud à détenir le trophée.

- Voile, demi-finale de la Coupe Louis-Vuitton :  Luna Rossa et Team New Zealand sont à une victoire de la qualification après leurs victoires respectives sur BMW Oracle et  Desafío.

## Dimanche20 mai
- Automobile, Rallye de Sardaigne comptant pour le championnat du monde : le finlandais Marcus Grönholm profite de l'abandon du français Sébastien Loeb pour reprendre la tête du championnat. Il devance son compatriote et coéquipier chez Ford Mikko Hirvonen.

- Baseball : les Huskies de Rouen remportent le Challenge de France.

- Cyclisme, huitième étape du Tour d'Italie 2007 :
  - Classement de l'étape : Kurt Asle Arvesen (Team CSC)  Norvège, Paolo Bettini (Quick Step-Innergetic)  Italie, Assan Bazayev (Astana)  Kazakhstan.
  - Classement général : Marco Pinotti (T-Mobile)  Italie, Hubert Schwab (Quick Step-Innergetic)  Suisse, Danilo Di Luca (Liquigas)  Italie.

- Football, Championnat du Portugal : le FC Porto remporte son vingt-deuxième titre lors de la dernière journée. Il devance le Sporting Portugal et le Benfica.

- Handball, match retour de la finale de la ligue des champions féminine : 
  -  Slagelse DT  32-24 (aller 29 - 29) HC "Lada Togliatti" .

- Moto, Grand Prix de France comptant pour le Championnat du monde de vitesse : l'australien Chris Vermeulen signe sa première victoire en MotoGP sous la pluie. Grâce à sa victoire en 250 cm3, l'espagnol Jorge Lorenzo accentue sa domination. En 125 cm3, victoire de l'espagnol Sergio Gadea.

- Rugby à XV, finale de la Coupe d'Europe :
  - London Wasps 25-9  Leicester Tigers  au Stade de Twickenham à Londres.

- Tennis, Tournoi de tennis de Hambourg : le Suisse  Roger Federer met fin à la série de 81 succès d'affilée sur terre battue de l'espagnol Rafael Nadal. Il remporte le tournoi par 2-6, 6-2, 6-0.

- Voile, demi-finale de la Coupe Louis-Vuitton :  les italiens de Luna Rossa décrochent leur qualification en remportant leur cinquième  victoire. Ils remportent la demi-finale par 5 victoires à 1 sur BMW Oracle. Dans la deuxième demi-finale, les espagnols de Desafío retardent l'échéance en remportant leur deuxième victoire. Team New Zealand mène par 4 à 2.

## Lundi21 mai
- Cyclisme, neuvième étape du Tour d'Italie 2007 :
  - Classement de l'étape : Danilo Napolitano (Lampre-Fondital)  Italie, Robbie McEwen (Predictor-Lotto)  Australie, Alessandro Petacchi (Team Milram)  Italie.
  - Classement général : Marco Pinotti (T-Mobile)  Italie, Andrea Noè (Liquigas)  Italie, Sergueï Yakovlev (Astana)  Kazakhstan.

## Mardi22 mai
- Cyclisme, dixième étape du Tour d'Italie 2007 :
  - Classement de l'étape : Leonardo Piepoli (Saunier Duval-Prodir)  Italie, Danilo Di Luca (Liquigas)  Italie, Andy Schleck (Team CSC)  Luxembourg.
  - Classement général : Andrea Noè (Liquigas)  Italie, Marzio Bruseghin (Lampre-Fondital)  Italie, David Arroyo (Caisse d'Épargne)  Espagne.

- Hockey sur glace, Ligue nationale de hockey : les Ducks d'Anaheim remportent la Conférence Ouest en remportant la série par 4 victoires à 2 face aux Red Wings de Détroit.

## Mercredi23 mai
- Cyclisme, onzième étape du Tour d'Italie 2007 :
  - Classement de l'étape : Alessandro Petacchi (Team Milram)  Italie, Gabriele Balducci (Acqua & Sapone)  Italie, Robbie McEwen (Predictor-Lotto)  Australie.
  - Classement général : Andrea Noè (Liquigas)  Italie, Marzio Bruseghin (Lampre-Fondital)  Italie, David Arroyo (Caisse d'Épargne)  Espagne.

- Football, finale de la ligue des champions 2006-2007 au Stade Olympique d'Athènes :
  -  Milan AC 2 - 1 Liverpool FC .
  - Le Milan, du capitaine Paolo Maldini, remporte son septième titre grâce à deux buts de Filippo Inzaghi.

- Voile, demi-finale de la Coupe Louis-Vuitton : Team New Zealand, grâce à sa victoire sur Desafío remporte cette demi-finale par 5 régates à 2. Le défi néo-zélandais rejoint les italiens de Luna Rossa en finale.

## Jeudi24 mai
- Cyclisme, douzième étape du Tour d'Italie 2007 :
  - Classement de l'étape : Danilo Di Luca (équipe Liquigas)  Italie, Gilberto Simoni (Saunier Duval-Prodir)  Italie, Andy Schleck (Team CSC)  Luxembourg.
  - Classement général : Danilo Di Luca (Liquigas)  Italie, Marzio Bruseghin (Lampre-Fondital)  Italie, David Arroyo (Caisse d'Épargne)  Espagne.

- Football, championnat de Suisse : le FC Zurich conserve son titre de champion de Suisse.

## Vendredi25 mai
- Cyclisme, treizième étape du Tour d'Italie 2007 :
  - Classement de l'étape : Marzio Bruseghin (Lampre-Fondital)  Italie, Leonardo Piepoli (Saunier Duval-Prodir)  Italie, Danilo Di Luca (Liquigas)  Italie.
  - Classement général : Danilo Di Luca (Liquigas)  Italie, Marzio Bruseghin (Lampre-Fondital)  Italie, Andy Schleck (Team CSC)  Luxembourg.

## Samedi26 mai
- Football:
  - Finale de la Coupe d'Allemagne à l'Olympiastadion :
    - VfB Stuttgart 2 - 3 FC Nuremberg. 
Le club du sud de l'Allemagne enlève l'épreuve pour la quatrième fois de son histoire et met fin à quarante ans sans trophée, le dernier de ses neuf titres de champion datant déjà de 1968.

  - Finale de la Coupe d'Écosse à Hampden Park :
    - Celtic Glasgow 1 - 0 Dunfermline
Un but de l'ancien Auxerrois et Rennais Jean-Joël Perrier-Doumbé (85e) a permis au Celtic Glasgow de réaliser le doublé Coupe - championnat en  Écosse. Cette victoire offre au Celtic sa trente-quatrième coupe nationale et le quatorzième doublé de son histoire.

- Cyclisme, quatorzième étape du Tour d'Italie 2007 :
  - Classement de l'étape : Stefano Garzelli (Liquigas)  Italie, Gilberto Simoni (Saunier Duval-Prodir)  Italie, Paolo Bettini (Quick Step-Innergetic)  Italie.
  - Classement général : Danilo Di Luca (Liquigas)  Italie, Marzio Bruseghin (Lampre-Fondital)  Italie, Andy Schleck (Team CSC)  Luxembourg.

- Rugby à XV, match internationaux :
  -  Australie 29 - 23  Pays de Galles;
  -  Afrique du Sud 58 - 10  Angleterre;
  -  Argentine 22 - 20  Irlande.

- Sport hippique:
  - Le jockey français Olivier Peslier remporte les 2.000 Guinées Irlandaises sur Cockney Rebel, et s'offre ainsi le doublé, ayant gagné les 2000 guinées Stakes anglaises quelques semaines avant.

## Dimanche27 mai
- Automobile
  - Formule 1, Grand Prix de Monaco : l'espagnol Fernando Alonso devance son coéquipier chez McLaren, le britannique Lewis Hamilton et le pilote Ferrari Felipe Massa.
  - 500 miles d'Indianapolis : victoire d'un outsider le britannique Dario Franchitti devant le néo-zélandais Scott Dixon et le brésilien Hélio Castroneves.

- Cyclisme, quinzième étape du Tour d'Italie 2007 :
  - Classement de l'étape : Riccardo Riccò (Saunier Duval-Prodir)  Italie, Leonardo Piepoli (Saunier Duval-Prodir)  Italie, Iván Parra (Cofidis)  Colombie.
  - Classement général : Danilo Di Luca (Liquigas)  Italie, Eddy Mazzoleni (Astana)  Italie, Andy Schleck (Team CSC)  Luxembourg.

- Sport hippique
  - L'amiral Mauzun, trotteur français associé à Jean-Michel Bazire, remporte l'Elitloppet, la plus grande course de trot suédoise.
  - Mid Dancer, associé à Cyrille Gombeau s'impose dans le Grand Steeple-Chase de Paris.
  - Finsceal Beo remporte les 1.000 Guinées Irlandaises sur ses terres, associé à Kevin Manning
  - La Tattersalls Gold Cup revient à Notnowcato monté par Johnny Murtagh.

## Lundi28 mai
- Hockey sur glace, finale de la Coupe Stanley de la ligue nationale nord-américaine, premier match de la série à Anaheim :
  - Ducks d'Anaheim 3 - 2 Sénateurs d'Ottawa.

## Mercredi30 mai
- Basket-ball, playoffs NBA : les San Antonio Spurs se qualifient pour la Finale NBA en remportant la série par 4 victoires à 1. Lors de la cinquième rencontre, ils battent à San Antonio le Jazz de l'Utah sur le score de 109 à 84.

- Hockey sur glace, finale de la Coupe Stanley de la Ligue nationale de hockey, deuxième match de la série à Anaheim :
  - Ducks d'Anaheim 1 - 0 Sénateurs d'Ottawa
  - Anaheim mène la série par 2 à 0.

## Jeudi31 mai
- Football : le milieu de terrain international anglais Owen Hargreaves signe un contrat de cinq ans en faveur de Manchester United. Le montant du transfert avoisine les 25 millions d’euros.

## Principaux rendez-vous sportifs du mois de mai 2007
- 27 avril au 13 mai : Hockey sur glace, Championnat du monde de hockey sur glace 2007
- 4 au 6 mai: Basket-ball, Euroligue, Final Four
- 4 au 6 mai: Championnat du monde des rallyes 2007, Rallye d'Argentine
- 6 mai: Moto, Grand Prix moto de Chine
- 12 mai au 3 juin : Cyclisme, Tour d'Italie
- 12 mai : Football, finale de la Coupe de France de football
- 13 mai : Championnat du monde de Formule 1 2007,  Grand Prix automobile d'Espagne
- 13 mai : Handball, Ligue des champions de handball féminin 2006-2007, Finale aller
- 16 mai : Football, Coupe UEFA 2006-2007, Finale
- 19 mai : Rugby à XV, Super 14, Finale
- 20 mai : Moto, Grand Prix de France moto
- 20 mai : Handball, Ligue des champions de handball féminin 2006-2007, Finale retour
- 18 au 20 mai: Championnat du monde des rallyes 2007, Rallye de Sardaigne
- 20 mai : Football, finale de la FA Challenge Cup
- 20 mai : Rugby à XV, finale de la Coupe d'Europe de rugby à XV
- 23 mai : Football, Ligue des champions 2006-2007, Finale
- 25 mai-8 juillet : Volley-ball, Ligue mondiale
- 27 mai : Championnat du monde de Formule 1 2007, Grand Prix automobile de Monaco
- 27 mai au 10 juin : Tennis, Internationaux de France de tennis 2007